# Higuera de Albalat
Higuera de Albalat est une commune de la province de Cáceres dans la communauté autonome d'Estrémadure en Espagne.